# Thomas W. Lawson (voilier)
 (janvier 2024).
La mise en forme du texte ne suit pas les recommandations de Wikipédia : il faut le « wikifier ».
Les points d'amélioration suivants sont les cas les plus fréquents. Le détail des points à revoir est peut-être précisé sur la page de discussion.
- Les titres sont pré-formatés par le logiciel. Ils ne sont ni en capitales, ni en gras.
- Le texte ne doit pas être écrit en capitales (les noms de famille non plus), ni en gras, ni en italique, ni en « petit »…
- Le gras n'est utilisé que pour surligner le titre de l'article dans l'introduction, une seule fois.
- L'italique est rarement utilisé : mots en langue étrangère, titres d'œuvres, noms de bateaux, etc.
- Les citations ne sont pas en italique mais en corps de texte normal. Elles sont entourées par des guillemets français : « et ».
- Les listes à puces sont à éviter, des paragraphes rédigés étant largement préférés. Les tableaux sont à réserver à la présentation de données structurées (résultats, etc.).
- Les appels de note de bas de page (petits chiffres en exposant, introduits par l'outil «  Source ») sont à placer entre la fin de phrase et le point final[comme ça].
- Les liens internes (vers d'autres articles de Wikipédia) sont à choisir avec parcimonie. Créez des liens vers des articles approfondissant le sujet. Les termes génériques sans rapport avec le sujet sont à éviter, ainsi que les répétitions de liens vers un même terme.
- Les liens externes sont à placer uniquement dans une section « Liens externes », à la fin de l'article. Ces liens sont à choisir avec parcimonie suivant les règles définies. Si un lien sert de source à l'article, son insertion dans le texte est à faire par les notes de bas de page.
- La présentation des références doit suivre les conventions bibliographiques. Il est recommandé d'utiliser les modèles {{Ouvrage}}, {{Chapitre}}, {{Article}}, {{Lien web}} et/ou {{Bibliographie}}. Le mode d'édition visuel peut mettre en forme automatiquement les références.
- Insérer une infobox (cadre d'informations à droite) n'est pas obligatoire pour parachever la mise en page.

Pour une aide détaillée, merci de consulter Aide:Wikification.
Si vous pensez que ces points ont été résolus, vous pouvez retirer ce bandeau et améliorer la mise en forme d'un autre article.
Pour les articles homonymes, voir Thomas W. Lawson et Lawson.
Le Thomas W. Lawson fut la plus grande goélette en acier et le seul voilier sept-mâts jamais construit. Il portait le nom de Thomas W. Lawson, un millionnaire de Boston, président de la Boston Bay State Gas Company.

## Histoire

### Projet
La construction d'une goélette à huit mâts a été évoquée dans un article de la Nautical Gazette de décembre 1901, qui mentionne les matériaux nécessaires et ses dimensions : 400 × 52 × 30 pieds (soit 122 × 16 × 9 m). Mais aucun navire à huit mâts n'a jamais été mis en chantier, et le sept-mâts Thomas W. Lawson, commencé en 1901 et lancé l'année suivante, est le seul sept-mâts jamais construit.
Son coût de construction total en 1907 a été de 400 000 $, soit l'équivalent aujourd'hui de 12 209 238,10 $ (2020).

### Lancement
Le navire fut lancé en 1902 par les chantiers Fore River Ship & Engine Building Company de Quincy, près de Boston (Massachusetts) pour la compagnie de transport maritime Coastwise Transportation Company (John G. Crowley) de Boston. Son frère Arthur L. Crowley fut le premier commandant (jusqu'en 1907) du navire qui fut utilisé pour transporter du charbon le long de la côte Est des États-Unis. Les autres capitaines, hormis George W. Dow, furent des commandants intermittents.

### Transformation en pétrolier
En 1906, la grande goélette fut convertie en un pétrolier à voile pour transporter du pétrole du Texas jusqu'aux ports du nord, près de la frontière canadienne.

### Naufrage
Dans la nuit du 13 au 14 décembre 1907, alors qu'il allait achever son premier voyage transatlantique de Philadelphie à Londres (Angleterre) chargé de 58 000 barils de pétrole (le baril équivaut à 42 gallons américains), le Thomas W. Lawson fut victime d'une violente tempête au large des îles Sorlingues après minuit, causant une des premières marées noires de l'histoire.
Seuls le commandant George W. Dow et son machiniste E. Rowe survécurent. Un troisième homme, l'Anglais George W. Allen, retrouvé vivant, mourut quelques jours plus tard. Les corps de cinq autres membres de l'équipage furent retrouvés, mais, au total, seuls deux membres d'équipage sur les dix-huit embarqués ont survécu.
Le naufrage a eu lieu après cinq ans seulement de service. Ces grands voiliers à très nombreuses voiles étaient peu maniables et dangereux à conduire.
L'épave cassée et éparpillée est retrouvée en 1969, à 56 mètres de profondeur au nord-est de Shag Rock.

## Gréement
Il y avait un grand nombre de dénominations pour les sept mâts incluant la version « des jours de la semaine » :
- no 1, no 2, no 3, no 4, no 5, no 6, no 7 ou spanker - mât artimon (plan de voilure original) ;
- fore, main, mizzen, spanker, jigger, driver, pusher (au lancement) ;
- fore, main, mizzen, after mizzen, jigger, driver, pusher, spanker (selon le captain Arthur L. Crowley) ;
- fore, main, mizzen, no 4, no 5, no 6, spanker (autre version du capitaine Arthur L. Crowley) ;
- fore, main, mizzen, no 4, no 5, no 6, no 7 (dénomination préférée par l'équipage) ;
- fore, main, mizzen, jigger, spanker, driver, rudder mast (selon le capitaine William Holland) ;
- fore, main, mizzen, spanker, rider, driver, jigger (selon Douglas Lawson, fils de Thomas W. Lawson) ;
- fore, main, mizzen, jigger, driver, pusher, spanker (dénomination générale américaine) ;

en français :
- mât de misaine, grand mât, mât d'artimon, mât jigger, mât driveur (driver), mât presseur (pusher), mât spanker (brigantine, artimon) ;
- mât de misaine, grand mât avant, grand mât central, grand mât arrière, mât driveur (driver), mât presseur (pusher), mât d'artimon.

## Caractéristiques
Le Thomas W. Lawson est la seule goélette et le seul voilier à sept mâts qui ait jamais fait partie de la flotte de commerce. Il est considéré comme l'un des plus grands navires à voile qui aient jamais navigué (voir la liste des plus grands voiliers).
- Construction (coque, dessous du mât) : acier ; hampes et espars en bois
- Gréement : goélette à sept-mâts
- Mis en l'eau : 10 juillet 1902
- Voyage inaugural : en septembre 1902 à Philadelphie (Pennsylvanie), Newport News (Virginie)
- Chantier naval : Fore River Ship & Engine Building Co., Quincy (Massachusetts)
- Constructeur : Bowdoin B. Crowninshield
- Armateur : Coastwise Transportation Co. (John G. Crowley), Boston (Massachusetts)
- Port d'attache : Boston
- Longueur : 144 m (hors tout, bout de beaupré - bout de bôme de brigantine)
- Longueur : 140,1 m (hors tout, bout de beaupré - poupe)
- Longueur de coque : 123,5 m (proue - poupe)
- Largeur : 15,25 m
- Creux : 11,1 m
- Tirant d'eau : 8,53 m à 7 300 tons (1 (long) ton = 1,016 046 t) de charge ; 10,71 m à 11 000 t de charge
- Tonneau (mesurement) : 5 218 tjb (tonnage jauge brute, 1 tjb = 2,81 m3) / 4 914 tjn (tonnage jauge nette)
- Déplacement : 10 900 t (~14 500 t à 11 000 tons)
- Port en lourd : 7 400 tons ; charge maximale : 11 000 tons
- Surface de voilure : 4 330 m2 (25 voiles auriques, pas de voiles carrées)
- Hauteur du grand-mât : 57,6 m (au-dessus de la quille), 47,3 m (au-dessus du pont)
- Longueur du beaupré : 14 m
- Longueur de la bôme brigantine (monté sur mât numéro 7) : 23,2 m
- Distance des mâts : 14,3 m
- Frais de construction : 400 000 $, cargo : 200 000 $
- Classification : Lloyd's / Bureau Veritas +100A
- Premier commandant : Arthur L. Crowley
- Autres  commandants : Murdock Mclean, Elliot Bardner, Emmons Babbit, George W. Dow (dernier commandant)
- Équipage : 17-18 hommes (1 commandant, 2 seconds, 1 machiniste, 2 stewards, 11 - 12 hommes)
- Vitesse : 14 nœuds

## Galerie
|  |  |